# Wilfried Dalmat
Wilfried Dalmat (Tours, 17 de juliol de 1982) és un futbolista professional francès. Ocupa la posició de migcampista. És germà del també futbolista Stéphane Dalmat.
Ha militat en diversos equips francesos, com el Nantes o l'Olympique de Marsella. Fora del seu país, ha actuat a les competicions italiana, espanyola i belga. En aquesta darrera on més ha reeixit.